# Rhizoecus helanensis
Rhizoecus helanensis är en insektsart som först beskrevs av Tang 1992.  Rhizoecus helanensis ingår i släktet Rhizoecus och familjen ullsköldlöss. Inga underarter finns listade i Catalogue of Life.